# Nalot w Bajt Lahija
Nalot w Bajt Lahija – izraelski atak lotniczy przeprowadzony 29 października 2024 przez Siły Obronne Izraela (IDF) na pięciopiętrowy budynek mieszkalny w miejscowości Bajt Lahijja w północnej Strefie Gazy. W wyniku ataku zginęło co najmniej 55–93 Palestyńczyków, w tym 25 dzieci, a 40 osób uznaje się za zaginione. Budynek był wykorzystywany jako schronienie przez osoby wewnętrznie przesiedlone.

## Tło
Siły Obronne Izraela prowadziły w tym czasie operacje wojskowe w północnej części Strefy Gazy, mające na celu uniemożliwienie bojownikom Hamasu przegrupowania się. Izrael oskarżył Hamas o wykorzystywanie cywilów jako żywych tarcz poprzez ukrywanie się wśród ludności cywilnej. Hamas odrzucił te oskarżenia.

## Przebieg ataku
Nalot miał miejsce o godzinie 6:30 czasu lokalnego. W zaatakowanym budynku przebywało około 200 osób, głównie cywile, którzy schronili się tam przed trwającymi działaniami wojennymi. Po uderzeniu lotniczym budynek zawalił się.
Według Ministerstwa Zdrowia Strefy Gazy w nalocie zginęły co najmniej 93 osoby, w tym 25 dzieci. Ponad połowę ofiar miały stanowić kobiety i dzieci. Palestyńska Obrona Cywilna potwierdziła śmierć co najmniej 55 osób, a 40 uznano za zaginione.
Rzecznik IDF poinformował, że nalot został przeprowadzony po zauważeniu osoby pełniącej funkcję obserwatora (tzw. „spottera”) na dachu budynku. Twierdził również, że atak nie był wcześniej zaplanowany, a izraelscy żołnierze nie wiedzieli, iż w budynku przebywają osoby przesiedlone.

## Skutki
Szpital Kamal Adwan, otoczony w tym czasie przez siły izraelskie, nie był w stanie przyjąć rannych z powodu braku lekarzy.
Po nalocie władze miejskie Bajt Lahiji wydały komunikat: „Ogłaszamy, że miasto zostało ogarnięte katastrofą humanitarną w wyniku izraelskiej wojny wyniszczenia i oblężenia – brakuje żywności, wody, szpitali, lekarzy, podstawowych usług oraz środków łączności”.